# 江廷隆
江廷隆，安徽休宁人，清朝政治人物。举人出身。
康熙丁两科，安徽鄉試中舉。乾隆十一年三月，擔任清朝廣東省潮州府豐順縣知縣。后由高嶼接任。